# Fumiya Tamaki
Fumiya Tamaki (japanisch 玉城 史也 Tamaki Fumiya; * 23. Juli 1993 in der Präfektur Saitama) ist ein japanischer Fußballspieler.

## Karriere
Tamaki erlernte das Fußballspielen in der Schulmannschaft der Yasu High School und der Universitätsmannschaft der Kansai University of International Studies. Seinen ersten Vertrag unterschrieb er 2016 bei Kamatamare Sanuki. Der Verein spielte in der zweithöchsten Liga des Landes, der J2 League. 2018 wechselte er zu FC Tiamo Hirakata.